# Dannemorabygdens församling
Dannemorabygdens församling är en församling i Upplands norra kontrakt i Uppsala stift. Församlingen ligger i Östhammars kommun i Uppsala län. Församlingen utgör ett eget pastorat.

## Administrativ historik
Församlingen bildades 2010 genom sammanslagning av Dannemora, Films och Morkarla församlingar.

## Kyrkor
- Dannemora kyrka
- Films kyrka
- Morkarla kyrka
- Österbybruks kyrka